# Корреляционная функция (квантовая теория поля)
Корреляционная функция (квантовая теория поля) — функциональное среднее (функциональное ожидаемое значение) произведения {\displaystyle n} полевых операторов квантовой теории поля в разных точках действительного пространства
{\displaystyle C_{n}\left(x_{1},x_{2},\ldots ,x_{n}\right):=\left\langle \phi (x_{1})\phi (x_{2})\cdots \phi (x_{n})\right\rangle ={\frac {\int {\mathcal {D}}\phi \;e^{-S[\phi ]}\phi (x_{1})\cdots \phi (x_{n})}{\int {\mathcal {D}}\phi \;e^{-S[\phi ]}}}}
где S - действие.
Для корреляционных функций, зависящих от времени, подразумевается применение оператора упорядочения по времени {\displaystyle T}.
Корреляционные функции также называются просто корреляторами.
Корреляционную функцию можно интерпретировать физически как амплитуду распространения частицы или возбуждения.
Понятие (многочастичной) корреляционной функции (с соответствующими изменениями) также используется в физике конденсированного состояния.

## Дальнейшее чтение
- Alexander Altland, Ben Simons (2006). Condensed Matter Field Theory. Cambridge University Press.
- Schroeder, Daniel V. and Michael Peskin, An Introduction to Quantum Field Theory. Addison-Wesley.